# Verteillac
 Verteillac  es una población y comuna francesa, situada en la región de Aquitania, departamento de Dordoña, en el distrito de Périgueux. Es el chef-lieu del cantón de Verteillac.

## Demografía
| 683 | 655 | 652 | 724 | 706 | 675 |
| Para los censos de 1962 a 1999 la población legal corresponde a la población sin duplicidades (Fuente: INSEE [Consultar]) |     |     |     |     |     |